# Leuckartiara zhangraotingae
Leuckartiara zhangraotingae is een hydroïdpoliep uit de familie Pandeidae. De poliep komt uit het geslacht Leuckartiara. Leuckartiara zhangraotingae werd in 2006 voor het eerst wetenschappelijk beschreven door Xu & Huang. 